# Emeopedus insidiosus
Emeopedus insidiosus là một loài bọ cánh cứng trong họ Cerambycidae.